# Покідія (комуна)
Покідія (рум. Pochidia) — комуна у повіті Васлуй в Румунії. До складу комуни входять такі села (дані про населення за 2002 рік):
- Бородешть (310 осіб)
- Покідія (263 особи)
- Сату-Ноу (225 осіб)
- Селчень (997 осіб)

Комуна розташована на відстані 213 км на північний схід від Бухареста, 67 км на південь від Васлуя, 123 км на південь від Ясс, 76 км на північний захід від Галаца.

## Населення
У 2009 року у комуні проживали 1855 осіб.